# Група смерті
Група смерті (англ. Group of death) — неофіційний термін, використовуваний у футболі та інших видах спорту для опису ситуації, яка часто виникає в ході групового етапу турніру (наприклад, перший раунд чемпіонату світу), де всі команди в групі вважаються приблизно однаковими за майстерністю (або, принаймні, коли число сильних претендентів на вихід більше кількості місць для виходу в наступний тур). Така група є найбільш непередбачуваною частиною групового турніру, оскільки як мінімум одна сильна команда неминуче не пройде кваліфікацію.
Вперше термін був використаний мексиканськими журналістами на чемпіонаті світу 1970 року, які назвали її grupo de la muerte
З метою уникнення зустрічі сильних команд між собою на ранніх етапах у більшості турнірах використовують метод посіву, де команди розбиваються на кілька кошиків, і при жеребкуванні до однієї групи потрапляють команди з різних кошиків. Втім навіть з урахуванням посівів деякі групи можуть мати сильніші команди, ніж інші. Наприклад у випадку з Євро-2008 три із чотирьох «сіяних» команд не були європейськими топ-збірними: двоє з них, Австрія та Швейцарія, були господарями змагання, а третьою стала Греція, що була сенсаційним переможцем попереднього європейського форуму. В результаті фіналісти попереднього чемпіонату світу 2006 року Франція та Італія опинились в одній групі C разом з Нідерландами та Румунією, створивши «групу смерті».

## Приклади

### Футбол
- Група C чемпіонату світу 1970 року[10][11][12]., де зійшлися збірні Англії та Бразилії, які виграли три останніх футбольних першості, а також дві східноєвропейські збірні — представники Чехословаччини, що поступилися бразильцям у фіналі чемпіонату світу 1962 року та румуни, зазвичай не були передовою збірною, але тоді знаходилися на підйомі (багато хто вважає те покоління румунських футболістів кращим в історії країни до «епохи Хаджі»). Бразильці, ведені Пеле, Жаїрзіньйо, Тостао, Рівеліно і Карлосом Алберто вийшли з групи з першого місця, а потім виграли і третій чемпіонський титул в своїй історії, перемігши у всіх матчах, проведених на турнірі. Нерідко саме цю команду називають найкращою в історії світових першостей.
- Група C (друга групова стадія) чемпіонату світу 1982 року[13], в якій зустрілися три команди — діючі чемпіони аргентинці, майбутні — італійці і бразильці, що вважалися фаворитами турніру завдяки блискучій грі цілої плеяди світових зірок (Зіко, Сократес, Фалькао, Едер, Жуніор, Оскар і т. д.) бразильці[14]. У 2007 році The Guardian назвав її найсмертельнішою групою смерті[15]. Аргентина в підсумку виявилася аутсайдером групи, а право вийти у фінал (згодом виграний) несподівано отримали італійці, що насилу пробилися в другий груповий етап — завдяки Паоло Россі, який забив три голи у драматичному матчі зі збірною Бразилії. Бразильська команда, яка вважалася футбольними фахівцями кращою з часів чемпіонів 1970 року, задовольнилася 5 місцем.
- Група E чемпіонату світу 1986 року[16][17][18][19][20][21][22], де віце-чемпіони німці з дворазовим володарем «Золотого мяча» Карлом-Гайнцем Румменігге, найкращим воротарем турніру Тоні Шумахером і майбутньою легендою команди Лотаром Маттеусом потрапили у групу з чемпіонами Південної Америки Уругваєм з ударною парою нападників — Енцо Франческолі і Антоніо Альсаменді та бронзовим призером європейського першості данцями з одним з найкращих бомбардрів тієї пори Пребеном Елк'яером-Ларсеном і найкращим данським футболістом XX століття Мікаелем Лаудрупом. Четвертою командою у групі стали шотландці, які не претендували на роль фаворита, але теж були міцною командою[23][24]. Таким чином група E стала єдиною на чемпіонаті, у якій всі суперники представляли два основні футбольні континенти — Європу і Південну Америку. Головною сенсацією групи стало повне домінування Данії — якщо Шотландію вони перемогли з мінімальным рахунком, то уругвайців уже разгромили 5:1, а у останньому турі забили два голи немцам, не пропустивши, навіть лишившись у меншості наприкінці матчу. Втім у 1/8 фіналу вони були розгромлені 1:5 іспанцями. Німці ж, вийшовши з другого місця у підсумку стали фіналістами турніру. Омар Боррас, тренер уругвайців, які посіли третє місце у групі, розмовляючи з журналістами, заявив, що справжньою «групою смерті» цю групу зробили арбітри[25]. Заява прозвучала після закінчення останнього матчу його збірної з шотландцями. Обидві команди мали шанси на проходження далі (Шотландія, правда, лише теоретичні) і гостро потребували у перемозі. Однак, завершилося все нульовою нічиєю. Багато в чому це пов'язано з тим, що уругвайська команда не зуміла реалізувати свій атакуючий потенціал, залишившись удесятьох вже на першій хвилині матчу після видалення захисника Батісти. При цьому, в попередньому матчі з датчанами уругвайці пропустили чотири з п'яти м'ячів, також граючи вдесятьох — півзахисник Мігель Боссіо отримав на 13-й хвилині жовту картку, а вже на 19-й — і другу. Фахівці сходилися в тому, що третє місце навряд чи відображає реальну силу команди, але разом з тим відзначали, що уругвайці, справді, грали на чемпіонаті у вкрай грубий футбол. З групи їм вийти, втім, вдалося, проте низьке положення в таблиці означало потрапляння в 1/8 фіналу на сильного противника, яким стала збірна Аргентини на чолі з легендарним Дієго Марадоною, яка перемогла сусідів з мінімальним рахунком.
- Група D чемпіонату світу 2014. року, де Коста-Рика потрапила в складну групу з трьома колишніми чемпіонами світу — збірними Італії, Англії і Уругваю. Костариканцям, яких очолював колумбійський тренер Хорхе Луїс Пінто, відводилася роль аутсайдерів, проте центральноамериканська збірна сенсаційно зуміла забезпечити собі вихід з групи вже після другого матчу. Спочатку збірна Коста-Рики у Форталезі здобула вольову перемогу над уругвайцями (3:1), автор одного з м'ячів 21-річний нападник Хоель Кемпбелл був визнаний ФІФА найкращим гравцем матчу. У наступному матчі в Ресіфі були всуху обіграні 4-разові чемпіони світу італійці, єдиний гол наприкінці першого тайму забив капітан команди Браян Руїс.